# Hilas
Hilas a fost în mitologia greacă un tânăr de o deosebită frumusețe, iubit de Heracle și răpit acestuia de către nimfe.

## Mitologie

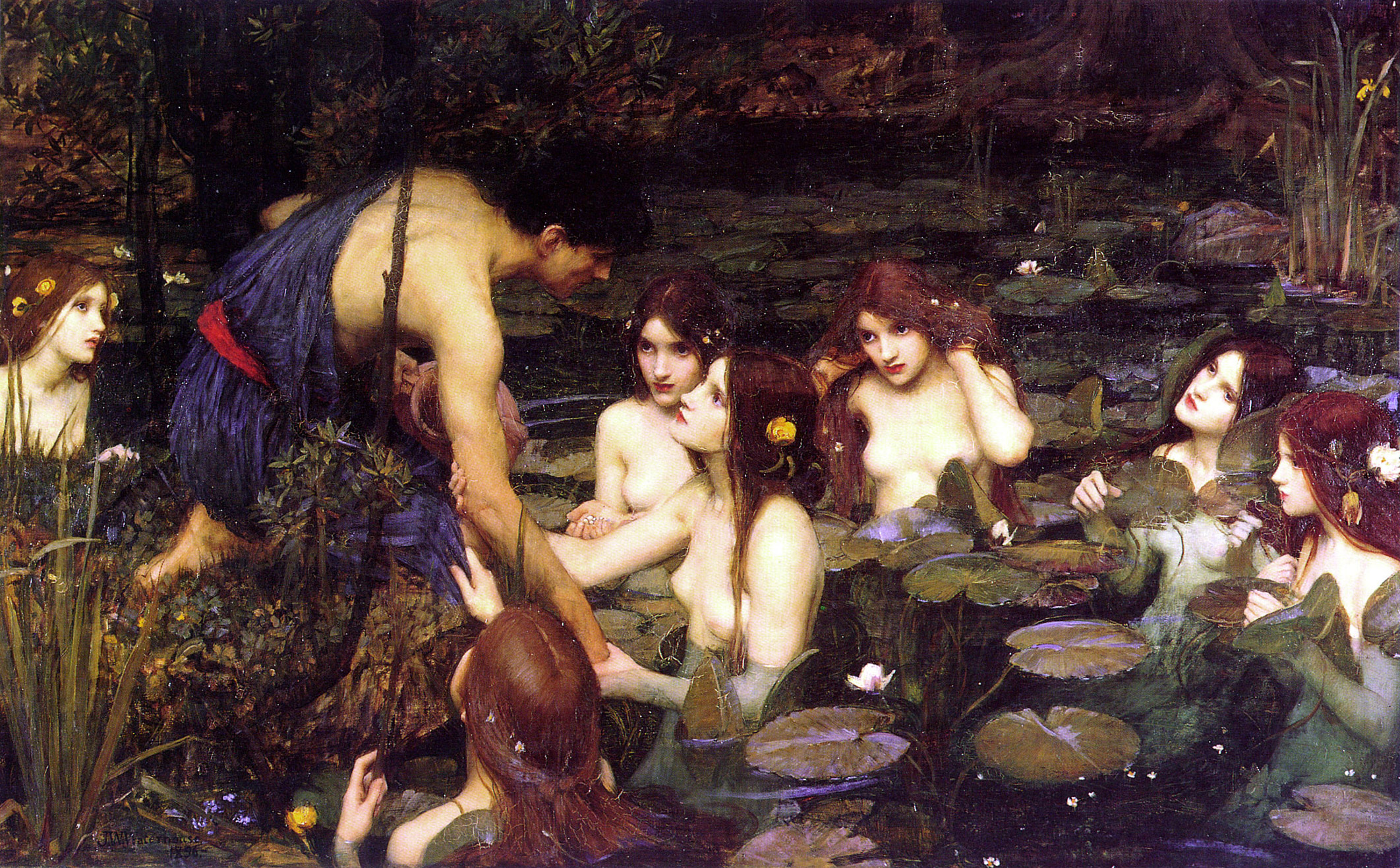

Hilas, fiul lui Tiodamas, fu luat de Heracle ca purtător de arme în expediția argonauților. În timpul expediției, corăbiei lui Heracles i se rupse cârma, astfel încât eroul trebui să debarce împreună cu Polifem și Hilas în Misia. În timp ce Heracles căuta pe coastă un copac potrivit pentru înjghebarea unei noi cârme, Hilas se îndepărtă să caute apă și ajunse la un izvor, Nichea. Acolo, acesta fu răpit de nimfele Malis și Eunice, seduse de frumusețea lui. Polifem apucă să mai audă strigătele tânărului și să-l înștiințeze pe Heracles, dar nu îi mai dădu de urmă lui Hilas. În timp ce Heracle își căuta disperat pajul, argonauții își reluară călătoria fără el. Într-un târziu, erul renunță la căutare și se întoarse în Grecia, Polifem însă rămase în Misia, devenind regele neamurilor din acest ținut.
Misienii au instituit în onoarea lui Hilas un cult, care se celebra anual la izvorul Nichea. Oficiantul trebuia să exclame în cadrul comemorării răpirii de trei ori numele celui dispărut, de fiecare dată fiind însoțit de interpretarea unui ecou.